# Canton de Châtillon-sur-Chalaronne
Le canton de Châtillon-sur-Chalaronne est une circonscription électorale française située dans le département de l'Ain en région Auvergne-Rhône-Alpes.
À la suite du redécoupage cantonal de 2014, les limites territoriales du canton sont remaniées. Le nombre de communes du canton passe de 16 à 26.

## Géographie
Ce canton est organisé autour de Châtillon-sur-Chalaronne dans l'arrondissement de Bourg-en-Bresse. Son altitude varie de 179 m (Biziat) à 291 m (Saint-Georges-sur-Renon) pour une altitude moyenne de 243 m.

## Histoire
Le canton de Châtillon-sur-Chalaronne a été créé en 1801.
En 1951, Dompierre-sur-Chalaronne, alors commune du canton de Thoissey, fut rattachée à ce canton à la demande de sa population.
La commune de Vandeins, alors commune du canton rejoint celui de Bourg-en-Bresse III le 16 août 1973.
Un nouveau découpage territorial de l'Ain (département) entre en vigueur à l'occasion des élections départementales de mars 2015, défini par le décret du 13 février 2014, en application des lois du 17 mai 2013 (loi organique 2013-402 et loi 2013-403). Les conseillers départementaux sont, à compter de ces élections, élus au scrutin majoritaire binominal mixte. Les électeurs de chaque canton élisent au Conseil départemental, nouvelle appellation du Conseil général, deux membres de sexe différent, qui se présentent en binôme de candidats. Les conseillers départementaux sont élus pour six ans au scrutin binominal majoritaire à deux tours, l'accès au second tour nécessitant 12,5 % des inscrits au premier tour. En outre la totalité des conseillers départementaux est renouvelée. Ce nouveau mode de scrutin nécessite un redécoupage des cantons dont le nombre est divisé par deux avec arrondi à l'unité impaire supérieure si ce nombre n'est pas entier impair, assorti de conditions de seuils minimaux. Dans l'Ain, le nombre de cantons passe ainsi de 43 à 23. Le nombre de communes du canton de Châtillon-sur-Chalaronne passe de 16 à 26.
Le nouveau canton de Châtillon-sur-Chalaronne est formé de communes des anciens cantons de Châtillon-sur-Chalaronne (10 communes), de Villars-les-Dombes (4 communes) et de Thoissey (12 communes). Le canton est entièrement inclus dans l'arrondissement de Bourg-en-Bresse. Le bureau centralisateur est situé à Châtillon-sur-Chalaronne.

## Représentation

### Conseillers départementaux depuis 2015
| Période élective | Période élective | Mandat | Mandat       | Identité           | Nuance | Nuance | Qualité                                                                                         |
| ---------------- | ---------------- | ------ | ------------ | ------------------ | ------ | ------ | ----------------------------------------------------------------------------------------------- |
| 2015             | 2021             | 2015   | 2016 (décès) | Yves Clayette      |        | LR     | Maire de Châtillon-sur-Chalaronne (2008-2016)                                                   |
| 2015             | 2021             | 2015   | 2021         | Muriel Luga-Giraud |        | UDI    | Maire de Saint-Didier-sur-Chalaronne (2007-2020) Vice-présidente déléguée aux affaires sociales |
| 2015             | 2021             | 2016   | 2021         | Roland Bernigaud   |        | UDI    | Maire de Saint-Paul-de-Varax (2014-2020)                                                        |
| 2021             | 2028             | 2021   | en cours     | Patricia Chmara    |        | DVD    | Géomètre, Première adjointe au maire de Montceaux                                               |
| 2021             | 2028             | 2021   | en cours     | Patrick Mathias    |        | DVD    | Cadre dans l'informatique, maire de Châtillon-sur-Chalaronne                                    |

#### Élections de mars 2015
À l'issue du premier tour des élections départementales de 2015, deux binômes sont en ballottage : Yves Clayette et Muriel Luga Giraud (Union de la Droite, 40,07 %) et Maxime Chaussat et Aimée Simian (FN, 34,81 %). Le taux de participation est de 49,24 % (10 057 votants sur 20 426 inscrits) contre 48,99 % au niveau départemental et 50,17 % au niveau national.
Au second tour, Yves Clayette et Muriel Luga Giraud (Union de la Droite) sont élus avec 60,7 % des suffrages exprimés et un taux de participation de 49,93 % (5 706 voix pour 10 200 votants et 20 427 inscrits).

#### Élections de juin 2021
Le premier tour des élections départementales de 2021 est marqué par un très faible taux de participation (33,26 % au niveau national). Dans le canton de Châtillon-sur-Chalaronne, ce taux de participation est de 30,23 % (6 650 votants sur 21 995 inscrits) contre 31,48 % au niveau départemental. À l'issue de ce premier tour, deux binômes sont en ballottage : Patricia Chmara et Patrick Mathias (Union au centre et à droite, 43,77 %) et Olivier Fromont et Sonia Peri (Divers, 29,22 %).
Le second tour des élections est marqué une nouvelle fois par une abstention massive équivalente au premier tour. Les taux de participation sont de 34,3 % au niveau national, 31,83 % dans le département et 29,81 % dans le canton de Châtillon-sur-Chalaronne. Patricia Chmara et Patrick Mathias (Union au centre et à droite) sont élus avec 63,9 % des suffrages exprimés (3 895 voix pour 6 557 votants et 21 997 inscrits),.

### Période antérieure à 2015

#### Conseillers généraux de 1833 à 2015
| Période | Période      | Identité                                    | Étiquette           | Qualité |
| ------- | ------------ | ------------------------------------------- | ------------------- | --- |
| 1833    | 1836         | Gabriel Brangier de La Touvière (1781-1862) |                     | Propriétaire à Châtillon-sur-Chalaronne                                                                                 |
| 1836    | 1845         | Baron Ferdinand Audras de Béost             |                     | Ancien magistrat à la Cour royale de Lyon Propriétaire à Vonnas                                                         |
| 1845    | 1848         | Gabriel Brangier de La Touvière             |                     | Ancien Inspecteur des douanes Propriétaire à Châtillon-sur-Chalaronne                                                   |
| 1848    | 1852         | Jean-Baptiste Caillion                      |                     | Maire de Châtillon-sur-Chalaronne                                                                                       |
| 1852    | 1870 (décès) | Baron Ferdinand d'Audras de Béost           |                     | Propriétaire à Vonnas                                                                                                   |
| 1870    | 1883         | Henri Germain                               | Gauche Opportuniste | Négociant en soieries, banquier Président du conseil général (1870-1883) Député (1869-1870 et 1871-1893)                |
| 1883    | 1901         | Victor Dugas                                | Républicain rallié  | Maire de Neuville-les-Dames                                                                                             |
| 1901    | 1925         | François Édouard                            | Rad.                | Médecin à Châtillon-sur-Chalaronne                                                                                      |
| 1925    | 1925 (décès) | Claude Morel                                | Rad.                | Maire de Vonnas (1900-1925), conseiller d'arrondissement                                                                |
| 1925    | 1937         | Léon Rongier                                | Rad.ind.            | Pharmacien - Maire de Mézériat                                                                                          |
| 1937    | 1940         | Henri Durand père                           | Rad.                | Agriculteur, maire de Sandrans, ancien conseiller d'arrondissement Nommé conseiller départemental en 1942               |
|         |              |                                             |                     | |
| 1945    | 1949         | Henri Durand fils                           | Rad.                | Agriculteur, maire de Sandrans, ancien résistant                                                                        |
| 1949    | 1961         | Maurice Morel                               | Rad                 | Maire de Vonnas (1925-1947), ancien conseiller d'arrondissement                                                         |
| 1961    | 1973         | Henri Durand (fils)                         | SE puis PS          | Maire de Sandrans |
| 1973    | 1979         | Maurice Lagrange                            | DVD                 | Maire de Châtillon-sur-Chalaronne (1975-1979)                                                                           |
| 1979    | 1998         | Noël Ravassard                              | PS                  | Directeur-adjoint de collège d'enseignement secondaire Député (1980-1988) Maire de Châtillon-sur-Chalaronne (1989-2008) |
| 1998    | 2015         | Yves Clayette                               | RPR puis UMP        | Gérant de commerce Maire de Châtillon-sur-Chalaronne (2008-2016)                                                        |

#### Conseillers d'arrondissement (de 1833 à 1940)
Le canton de Châtillon-sur-Chalaronne avait deux conseillers d'arrondissement. Il appartenait à l'arrondissement de Trévoux jusqu'en 1926.
| Période                                  | Période          | Identité                        | Étiquette           | Qualité |
| ---------------------------------------- | ---------------- | ------------------------------- | ------------------- | --- |
| 1833                                     | 1845             | Joseph Fourchet                 |                     | Greffier de la justice de paix à Châtillon-sur-Chalaronne                                                   |
| 1833                                     | 1848             | Pierre Philibert Meunier père   |                     | Juge de paix à Saint-Trivier-sur-Moignans, propriétaire à Châtillon-sur-Chalaronne                          |
| 1845                                     | 1848             | Marie Philibert Joseph Lapierre |                     | Maire de Saint-Julien-sur-Veyle                                                                             |
| 1848                                     | 1871             | Ch. de La Rochette              |                     | Propriétaire et homme de lettres, Châtillon-sur-Chalaronne                                                  |
| 1848                                     | 1852             | B. Jourchet                     |                     | Suppléant du juge de paix                                                                                   |
| 1852                                     | 1871             | Antoine-Élisée Munet            |                     | Propriétaire et maire de L'Abergement-Clémenciat                                                            |
| 1871                                     | 1907             | Alphonse Perrusset              | Républicain Radical | Agriculteur, maire de Chanoz-Châtenay                                                                       |
| 1871                                     | 1880 (démission) | Claude Rigaud                   |                     | Juge de paix à Montluel                                                                                     |
| 1880                                     |                  | Alphonse Perrusset              |                     | Propriétaire agriculteur, maire de Chanoz-Châtenay                                                          |
|                                          |                  |                                 |                     | |
| 1907                                     | 1925             | Claude Morel                    | Radical             | Maire de Vonnas                                                                                             |
| 1925                                     | 1937             | Henri Durand                    | Radical             | Agriculteur, maire de Sandrans                                                                              |
| 1937                                     | 1940             | Maurice Morel                   | Radical             | Maire de Vonnas                                                                                             |
| 1940                                     |                  |                                 |                     | Les conseils d'arrondissement ont été suspendus par la loi du 12 octobre 1940 et n'ont jamais été réactivés |
| Les données manquantes sont à compléter. |                  |                                 |                     | |

Source : Journal Le Courrier de l'Ain sur le site des archives départementales.

## Composition

Localisation du canton dans l'Ain avant 2015.

### Composition avant 2015
Le canton de Châtillon-sur-Chalaronne regroupait seize communes.
| Nom                                  | Code Insee | Codepostal | Superficie (km2) | Population (dernière pop. légale) | Densité (hab./km2) |
| ------------------------------------ | ---------- | ---------- | ---------------- | --------------------------------- | ------------------ |
| Châtillon-sur-Chalaronne (chef-lieu) | 01093      | 01400      | 17,98            | 4 957 (2012)                      | 276                |
| L'Abergement-Clémenciat              | 01001      | 01400      | 15,95            | 777 (2012)                        | 49                 |
| Biziat                               | 01046      | 01290      | 11,39            | 817 (2012)                        | 72                 |
| Chanoz-Châtenay                      | 01084      | 01400      | 13,42            | 732 (2012)                        | 55                 |
| Chaveyriat                           | 01096      | 01660      | 16,87            | 959 (2012)                        | 57                 |
| Condeissiat                          | 01113      | 01400      | 21,64            | 785 (2012)                        | 36                 |
| Dompierre-sur-Chalaronne             | 01146      | 01400      | 4,78             | 389 (2012)                        | 81                 |
| Mézériat                             | 01246      | 01660      | 19,17            | 2 111 (2012)                      | 110                |
| Neuville-les-Dames                   | 01272      | 01400      | 26,59            | 1 490 (2012)                      | 56                 |
| Romans                               | 01328      | 01400      | 22,32            | 594 (2012)                        | 27                 |
| Saint-André-le-Bouchoux              | 01335      | 01240      | 9,32             | 340 (2012)                        | 36                 |
| Saint-Georges-sur-Renon              | 01356      | 01400      | 5,66             | 208 (2012)                        | 37                 |
| Saint-Julien-sur-Veyle               | 01368      | 01540      | 9,84             | 738 (2012)                        | 75                 |
| Sandrans                             | 01393      | 01400      | 29,02            | 514 (2012)                        | 18                 |
| Sulignat                             | 01412      | 01400      | 10,80            | 556 (2012)                        | 51                 |
| Vonnas                               | 01457      | 01540      | 17,81            | 2 850 (2012)                      | 160                |

### Composition à partir de 2015

Communes du canton depuis 2015.

Le nouveau canton de Châtillon-sur-Chalaronne comprend vingt-six communes entières :
| Nom                                              | Code Insee | Intercommunalité       | Superficie (km2) | Population (dernière pop. légale) | Densité (hab./km2) | Modifier                                    |
| ------------------------------------------------ | ---------- | ---------------------- | ---------------- | --------------------------------- | ------------------ | ------------------------------------------- |
| Châtillon-sur-Chalaronne (bureau centralisateur) | 01093      | CC de la Dombes        | 17,98            | 5 154 (2022)                      | 287                | modifier les données · modifier les données |
| L'Abergement-Clémenciat                          | 01001      | CC de la Dombes        | 15,95            | 859 (2022)                        | 54                 | modifier les données · modifier les données |
| La Chapelle-du-Châtelard                         | 01085      | CC de la Dombes        | 13,37            | 391 (2022)                        | 29                 | modifier les données · modifier les données |
| Condeissiat                                      | 01113      | CC de la Dombes        | 21,64            | 815 (2022)                        | 38                 | modifier les données · modifier les données |
| Dompierre-sur-Chalaronne                         | 01146      | CC de la Dombes        | 4,78             | 453 (2022)                        | 95                 | modifier les données · modifier les données |
| Garnerans                                        | 01167      | CC Val de Saône Centre | 8,57             | 685 (2022)                        | 80                 | modifier les données · modifier les données |
| Genouilleux                                      | 01169      | CC Val de Saône Centre | 4,08             | 675 (2022)                        | 165                | modifier les données · modifier les données |
| Guéreins                                         | 01183      | CC Val de Saône Centre | 4,51             | 1 503 (2022)                      | 333                | modifier les données · modifier les données |
| Illiat                                           | 01188      | CC Val de Saône Centre | 20,37            | 696 (2022)                        | 34                 | modifier les données · modifier les données |
| Marlieux                                         | 01235      | CC de la Dombes        | 16,85            | 1 186 (2022)                      | 70                 | modifier les données · modifier les données |
| Mogneneins                                       | 01252      | CC Val de Saône Centre | 8,57             | 824 (2022)                        | 96                 | modifier les données · modifier les données |
| Montceaux                                        | 01258      | CC Val de Saône Centre | 10,03            | 1 202 (2022)                      | 120                | modifier les données · modifier les données |
| Montmerle-sur-Saône                              | 01263      | CC Val de Saône Centre | 4,16             | 3 798 (2022)                      | 913                | modifier les données · modifier les données |
| Neuville-les-Dames                               | 01272      | CC de la Dombes        | 26,59            | 1 540 (2022)                      | 58                 | modifier les données · modifier les données |
| Peyzieux-sur-Saône                               | 01295      | CC Val de Saône Centre | 8,66             | 656 (2022)                        | 76                 | modifier les données · modifier les données |
| Romans                                           | 01328      | CC de la Dombes        | 22,32            | 628 (2022)                        | 28                 | modifier les données · modifier les données |
| Saint-André-le-Bouchoux                          | 01335      | CC de la Dombes        | 9,32             | 427 (2022)                        | 46                 | modifier les données · modifier les données |
| Saint-Didier-sur-Chalaronne                      | 01348      | CC Val de Saône Centre | 24,98            | 2 969 (2022)                      | 119                | modifier les données · modifier les données |
| Saint-Étienne-sur-Chalaronne                     | 01351      | CC Val de Saône Centre | 20,99            | 1 625 (2022)                      | 77                 | modifier les données · modifier les données |
| Saint-Georges-sur-Renon                          | 01356      | CC de la Dombes        | 5,66             | 214 (2022)                        | 38                 | modifier les données · modifier les données |
| Saint-Germain-sur-Renon                          | 01359      | CC de la Dombes        | 15,80            | 262 (2022)                        | 17                 | modifier les données · modifier les données |
| Saint-Paul-de-Varax                              | 01383      | CC de la Dombes        | 25,97            | 1 637 (2022)                      | 63                 | modifier les données · modifier les données |
| Sandrans                                         | 01393      | CC de la Dombes        | 29,02            | 578 (2022)                        | 20                 | modifier les données · modifier les données |
| Sulignat                                         | 01412      | CC de la Dombes        | 10,80            | 605 (2022)                        | 56                 | modifier les données · modifier les données |
| Thoissey                                         | 01420      | CC Val de Saône Centre | 1,34             | 1 644 (2022)                      | 1 227              | modifier les données · modifier les données |
| Valeins                                          | 01428      | CC de la Dombes        | 4,36             | 131 (2022)                        | 30                 | modifier les données · modifier les données |
| Canton de Châtillon-sur-Chalaronne               | 0108       |                        | 356,67           | 31 157 (2022)                     | 87                 | modifier les données                        |

## Démographie

### Démographie avant 2015
| 1962   | 1968   | 1975   | 1982   | 1990   | 1999   | 2006   | 2011   | 2012   |
| ------ | ------ | ------ | ------ | ------ | ------ | ------ | ------ | ------ |
| 11 306 | 11 289 | 12 413 | 13 606 | 14 626 | 15 602 | 17 821 | 18 698 | 18 817 |

### Démographie depuis 2015
En 2022, le canton comptait 31 157 habitants, en évolution de +4,29 % par rapport à 2016 (Ain : +5,15 %, France hors Mayotte : +2,11 %).
| 2013   | 2018   | 2022   |
| ------ | ------ | ------ |
| 29 483 | 30 182 | 31 157 |